# Compuesto de organocobre

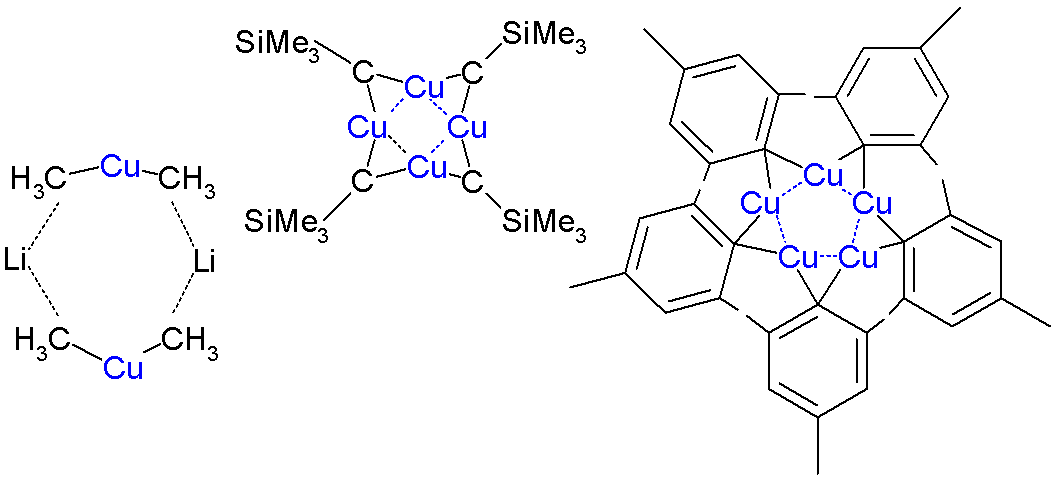
Agregados de organocobre.

Los compuestos de organocobre en química organometálica contienen enlaces químicos entre carbono y cobre. La química de organocobre es la ciencia de los compuestos de organocobre que describe sus propiedades físicas, reacciones de síntesis y reacciones químicas con otros compuestos. Son reactivos importantes en química orgánica como el reactivo de Gilman, estos, producen reacciones químicas.

## Breve historia

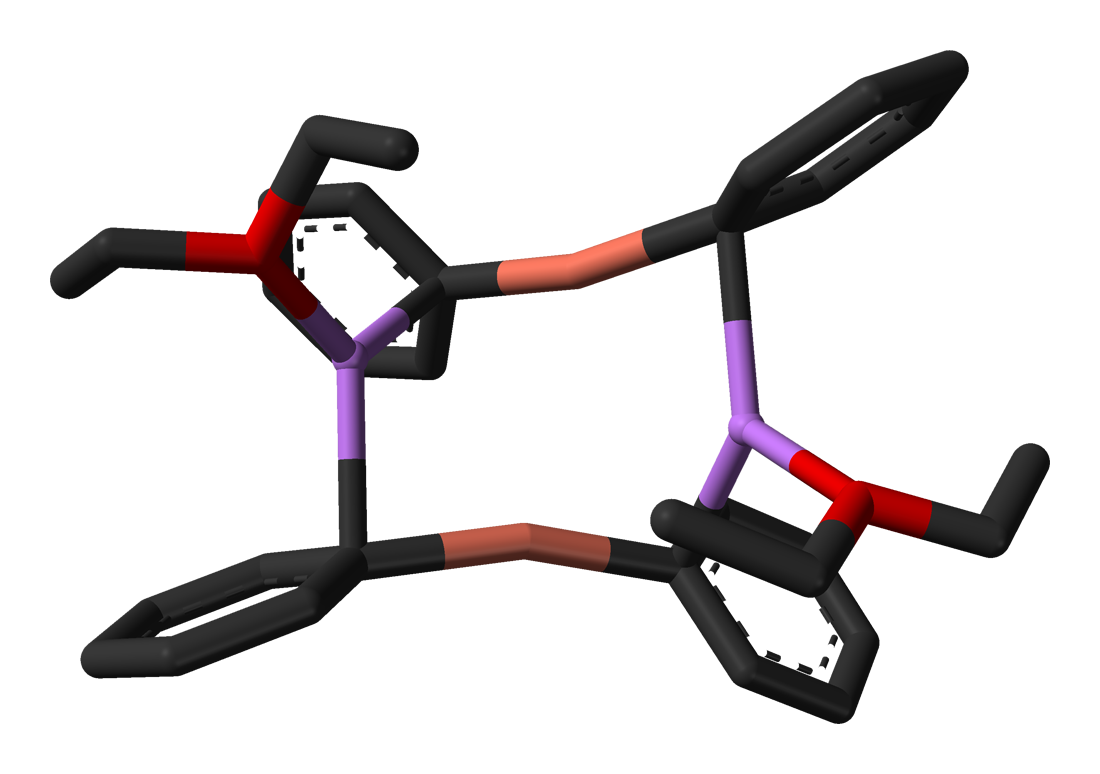
Dímero de eterato-dimetilcuprato de litio, de estructura cristalina.

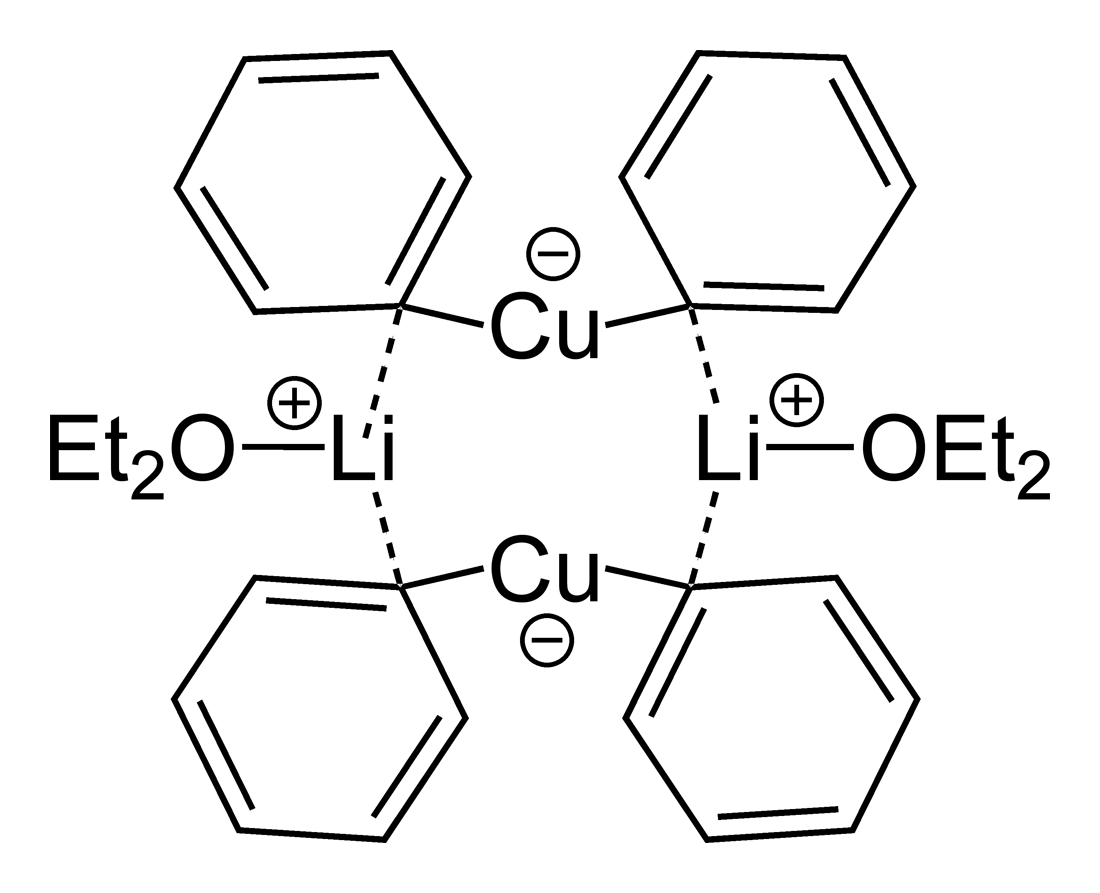
Fórmula tipo esqueleto del dímero de eterato-dimetilcuprato de litio.

El primer compuesto de organocobre, el explosivo acetiluro de cobre(I) Cu2C2 (Cu-C≡C-Cu) fue sintetizado por R.C. Bottger en 1859 pasando gas acetileno a través de una disolución de cloruro de cobre (I):
C2H2 + 2 CuCl → Cu2C2 + 2 HCl
Henry Gilman preparó metilcobre en 1936. En 1941 Kharash descubrió que la reacción de un reactivo de Grignard con ciclohexenona en presencia de Cu(I) originaba una adición en 1,4 en vez de la adición en 1,2. En 1952 Gilman investigó los dialquilcupratos por primera vez, que reaccionan con un haluro de alquino para formar un nuevo alcano pero de una cadena más larga, un haluro de litio y un compuesto de organocobre.

## Propiedades
Los compuestos de organocobre son muy reactivos frente al oxígeno y el agua, formando óxido de cobre (I). Tienden a ser térmicamente inestables y son generalmente insolubles en disolventes inertes. Son por tanto difíciles de manejar y de escaso valor práctico. Por otra parte, los reactivos de organocobre son usados con mucha frecuencia en química orgánica como reactivos de alquilación, preparados in situ en un medio inerte, con una mayor tolerancia como grupo funcional que los correspondientes reactivos de Grignard o compuestos de organolitio. La electronegatividad del cobre es mucho más alta que la de su vecino en el grupo 12, el zinc, lo que sugiere una menor atracción nucleofílica por el carbono. 
El cobre pertenece al grupo de los metales de acuñación junto con la plata y el oro, y sus propiedades químicas son muy similares. El estado de oxidación puede ser +1 y +2; en los complejos intermedios pueden tener estado +3. Los compuestos de alquilcobre monovalente (R-Cu) forman cupratos divalentes con compuestos de organolitio (R-Li) también conocidos como reactivos de Gilman (R2CuLi). Los compuestos de organocobre se pueden estabilizar con organofosfinas, (R3P).
Sin sal añadida, los productos principales son alcohol B (42%) de la adición nucleofílica al grupo carbonilo y el dieno C (48%) como su producto de deshidratación. Con sal añadida, el producto principal es un 1,4-aducto A (82%) con algo de C (7%).
- La Carbocupración es una adición nucleofílica de los reactivos de organocobre (R-Cu) al acetileno o a los alquinos terminales resultantes de un compuesto alquenilcobre (RC=C-Cu).[6] Es un caso especial de la carbometalación y es también llamada reacción de Normant.[7]

## Enlaces químicos del carbono con el resto de átomos
| CH  |     |     |     |     |     |     |     |     |     |     |     |     |     |     |     |     |     | He  |
| CLi | CBe |     |     |     |     |     |     |     |     |     |     | CB  | CC  | CN  | CO  | CO  | CF  | Ne  |
| CNa | CMg |     |     |     |     |     |     |     |     |     |     | CAl | CSi | CP  | CS  | CS  | CCl | CAr |
| CK  | CCa | CSc | CTi | CV  | CCr | CMn | CFe | CCo | CNi | CCu | CZn | CGa | CGe | CAs | CSe | CSe | CBr | CKr |
| CRb | CSr | CY  | CZr | CNb | CMo | CTc | CRu | CRh | CPd | CAg | CCd | CIn | CSn | CSb | CTe | CTe | CI  | CXe |
| CCs | CBa |     | CHf | CTa | CW  | CRe | COs | CIr | CPt | CAu | CHg | CTl | CPb | CBi | CPo | CPo | CAt | Rn  |
| Fr  | CRa | Rf  | Db  | CSg | Bh  | Hs  | Mt  | Ds  | Rg  | Cn  | Nh  | Fl  | Mc  | Lv  | Lv  | Ts  | Og  |     |
|     |     | ↓   |     |     |     |     |     |     |     |     |     |     |     |     |     |     |     |     |
|     |     | CLa | CCe | CPr | CNd | CPm | CSm | CEu | CGd | CTb | CDy | CHo | CEr | CTm | CYb | CYb | CLu |     |
|     |     | Ac  | CTh | CPa | CU  | CNp | CPu | CAm | CCm | CBk | CCf | CEs | Fm  | Md  | No  | No  | Lr  |     |

| Química orgánica básica.                        | Muchos usos en Química.           |
| Investigación académica, pero no un amplio uso. | Enlace desconocido / no evaluado. |